# La Tourasse
La Tourasse es un monumento funerario romano ubicado en Aiguillon, en Lot-et-Garonne (Francia). Este monumento funerario circular se erige cerca de una necrópolis galorromana, en uno de los laterales de la calzada romana de Agen a Burdeos.
Está clasificado en la lista de Monumentos históricos de Francia de 1840.

## Historia
Este monumento fue restaurado en 2001, tras ser liberado de una moderna construcción en la que había estado incrustado durante más de un siglo.
Ahora aparece en un jardín de recreo. Se encuentra al final de la Avenue du 11-novembre-1918 y la Avenue Maréchal-Foch.

## Arquitectura
Este antiguo monumento es una torre cilíndrica de 5 metros de altura y 9 metros de circunferencia.